# Київська спеціалізована школа № 304
Ліцей № 304 І-ІІІ ступенів з поглибленим вивченням інформаційних технологій — спеціалізована школа м. Києва, розташована на вул. Академіка Єфремова, 21а.
Територія обслуговування:
вул. Прилужна 4/15, 8, 10, 12, 14, 14а;
вул. Академіка Єфремова 19, 19а, 21, 25, 27, 29/22;
вул. Миколи Ушакова 18, 20, 20а;
вул. Чорнобильська 17, 19, 21;

## Меморіальні дошки
На будівлі школи розташовані меморіальні дошки на честь героїв АТО Романа Корзуна та Юрія Розналевича.

## Історія
16 лютого 2000 року о 22:40 у школі прогримів великий вибух. Вибух виявився настільки великим, що 2 шкільних класа, столова і частина спортзала були повністю розгромлені. Вибуховою хвилею по всій будівлі повибивало двері. На жаль, не обійшлось без потерпілих. Ними виявилися робітники ТОВ "Київський дім", яке орендувало підвал. Десять людей отримали важкі травми і опіки.
Сигнал від охоронця школи до пожежної частини надійшов о 22.40, і вже за двадцять хвилин пожежники на чолі з полковником Косарем були на місці трагедії. Незабаром прибули підрозділи МВС та МНС («надзвичайників» очолював особисто заступник міністра Володимир Логінов). Цілу ніч роботою рятувальних команд керував перший заступник голови міської адміністрації Станіслав Сташевський, який очолив комісію з розслідування трагедії. Тоді померли три людини.
Є дві версії, чому стався вибух: перша — відбулося займання газово-повітряної суміші (імовірно, кран одного з балонів із пропаном пропускав газ); друга — вибух відбувся через велику концентрацію деревного пилу. 
До кінця навчального року молодші класи навчались у школі №288, а старші тимчасово навчались у школі №50 у другу зміну.
Уже із початку наступного навчального року школа відновила свою роботу після вибуху.